# 36 Rezerwowa Dywizja Piechoty (Cesarstwo Niemieckie)
36 Rezerwowa Dywizja Piechoty (niem. 36. Reserve-Division)  – związek taktyczny Armii Cesarstwa Niemieckiego. 
W sierpniu 1914 rozwinięto w Niemczech do etatów wojennych istniejące w okresie pokoju związki operacyjne (armie) i związki taktyczne. W tym też miesiącu z rekrutów, rezerwistów i ochotników znajdujących się  w korpuśnych ośrodkach szkoleniowych zorganizowano jednostki rezerwowe.

W składzie I Rezerwowego Korpusu Armijnego została rozwinięta między innymi 36 Rezerwowa Dywizja Piechoty. W I wojnie światowej dywizja walczyła na froncie wschodnim.

## Struktura organizacyjna
Skład w 1914:
- dowództwo dywizji
- 69 Rezerwowa Brygada Piechoty
  - 21 rezerwowy pułk piechoty
  - 61 rezerwowy pułk piechoty
  - 2 rezerwowy batalion strzelców
- 70 Rezerwowa Brygada Piechoty
  - 54 pułk piechoty
  - 5 rezerwowy pułk piechoty
- 1 rezerwowy pułk huzarów